# Myrsine
Genre
Classification APG III (2009)
Synonymes
- Athruphyllum Lour.
- Caballeria Ruiz & Pav.
- Duhamelia Dombey ex Lam.
- Manglilla Juss.
- Merista Banks & Sol. ex A. Cunn.
- Rapanea Aubl.
- Roemeria Thunb.
- Samara Sw.
- Scleroxylum Willd.
- Suttonia A. Rich.[1]

Myrsine est un genre de plantes à fleurs de la famille des Primulaceae, selon la classification phylogénétique. Les espèces sont des arbustes originaires de régions tropicales et subtropicales du monde. Il comporte près de 300 espèces, dont 131 valides. L'espèce type est Myrsine africana L..

## Espèces principales
- Myrsine adamsonii Fosberg & Sachet (Polynésie française)
- Myrsine africana  (Afrique et Asie du Sud)
- Myrsine andersonii Fosbert & Sachet (Polynésie française)
- Myrsine aquilonia
- Myrsine argentea
- Myrsine australis  - Red matipo, Mapou (Nouvelle-Zélande)
- Myrsine brachyclada
- Myrsine brownii Fosbert & Sachet (Polynésie française)
- Myrsine bullata Pipoly (Pérou)
- Myrsine ceylanica (Mez) Wadhwa
- Myrsine degeneri Hosaka (Oʻahu à Hawaï)
- Myrsine diazii Pipoly (Pérou)
- Myrsine falcata Nadeaud (Polynésie Française)
- Myrsine fasciculata (J.Moore) Fosberg & Sachet (Polynésie française)
- Myrsine fernseei (Mez) Hosaka (Kauaʻi à Hawaï)
- Myrsine fosbergii Hosaka (Oʻahu et Kauaʻi à Hawaï)
- Myrsine fusca (J.Moore) Fosberg & Sachet (Polynésie française)
- Myrsine gracilissima Fosberg & Sachet (Polynésie française)
- Myrsine guianensis (Aubl.) Kuntze
- Myrsine hartii
- Myrsine hosakae H.St.John (îles Pitcairn)
- Myrsine howittiana (F.Muell. ex Mez) Jackes (Est de l'Australie)
- Myrsine juddii
- Myrsine juergensenii
- Myrsine kermadecensis
- Myrsine knudsenii (Rock) Hosaka (Kauaʻi à Hawaï)
- Myrsine laetevirens (Mez) Arechav.
- Myrsine lessertiana A.DC. - Kōlea lau nui (Hawaï)[4]
- Myrsine linearifolia
- Myrsine mezii Hosaka (Kauaʻi à Hawaï)
- Myrsine niauensis Fosberg & Sachet (Polynésie française)
- Myrsine nukuhivensis Fosberg & Sachet (Polynésie française)
- Myrsine obovata (J.Moore) Fosberg & Sachet (Polynésie française)
- Myrsine oliveri Allan (Nouvelle-Zélande)
- Myrsine orohenensis (J.Moore) Fosberg & Sachet (Polynésie Française)
- Myrsine pearcei (Mez) Pipoly (Pérou)
- Myrsine petiolata Hosaka (Kauaʻi à Hawaï)
- Myrsine raiateensis (J.Moore) Fosberg & Sachet (Polynésie française)
- Myrsine rapensis (F.Brown) Fosberg & Sachet (Polynésie française)
- Myrsine reynelii Pipoly (Pérou)
- Myrsine rivularis (Mez) Pipoly (Pérou)
- Myrsine ronuiensis (M.Grant) Fosberg & Sachet (Polynésie française)
- Myrsine sandwicensis A.DC. - Kōlea lau liʻi (Hawaï)[5]
- Myrsine semiserrata (Chine, Népal)
- Myrsine sodiroana (Mez) Pipoly (Équateur)
- Myrsine tahuatensis Fosbert & Sachet (Polynésie française)
- Myrsine umbricola

## Liste d'espèces
Selon The Plant List :